# 1850年ミラード・フィルモア大統領就任式
第13代アメリカ合衆国大統領のミラード・フィルモアの就任式は、前任のザカリー・テイラーの死の翌日の1850年7月10日水曜にワシントンD.C.のアメリカ合衆国議会議事堂内の下院議場で行われた。これは史上2度目となる臨時の就任式であり、ミラード・フィルモアの唯一の大統領任期（2年237日）の始まりであった。
就任宣誓はD.C.合衆国巡回裁判所裁判長のウィリアム・クランチにより執り行われた。クランチは1841年にウィリアム・ヘンリー・ハリソンが死亡した後にジョン・タイラーが昇任した際にも宣誓挙行を務めていた。フィルモアは民主党と共和党のどちらにも属していない最後の大統領である。